# Legio I Pontica
La Legio I Pontica (Primera legión «del Ponto») fue una legión romana, creada por el emperador Diocleciano a finales del siglo III y acuartelada en Trapezunte, en la recién creada provincia romana de Ponto Polemoniaco. En la Notitia Dignitatum (h. 400) sigue apareciendo en tal acantonamiento, pues cita un Praefectus legionis primae Ponticae («Prefecto del Primer Regimiento Póntico») en Trapezunta, dependiente del Dux Armeniae («Duque de Armenia»). 